# Липанов, Алексей Сергеевич
Алексей Сергеевич Липанов (род. 17 августа 1999, Москва) — российский хоккеист, нападающий ХК «Зауралье» (Курган).

## Карьера
Выпускник динамовской школы, занимался под руководством Сергея Голубовича. В составе «Динамо» Балашиха (2016/17) стал победителем ВХЛ, в 21-м поединке регулярного чемпионата набрал 8 (3+5) очков, в плей-офф Липанов сыграл шесть матчей и отдал три результативные передачи.
Сергей Голубович в том же сезоне активно привлекал Липанова в сборную России U18, он был капитаном команды. На чемпионате мира в Словакии россияне заняли третье место. Липанов провёл все семь матчей и отдал три результативные передачи, выходя на лёд в первом звене с Андреем Свечниковым и Иваном Чеховичем.
Затем Липанов решил продолжить карьеру в Северной Америке — его на драфте НХЛ выбрал клуб «Тампа-Бэй Лайтнинг» под общим 76-м номером. Липанов начал свой заокеанский путь в команде OHL «Барри Колтс», где кроме него выступали ещё трое россиян. По ходу того же сезона Липанов перешёл в рамках Хоккейной лиги Онтарио в «Садбери Вулвз» в обмен на Дмитрия Соколова. Также играл и в дочерней команде «Тампы» в AHL «Сиракьюз Кранч». На следующий год Липанов был обменян на драфт-пики в «Китченер Рейнджерс» в OHL, также восемь матчей провёл за «Орландо Солар Бэрс» из ECHL. Последний заокеанский сезон провёл между «Сиракьюз Кранч» и «Техас Старс».
После неудачи в Америке Липанов 1 августа 2022 года подписал двусторонний контракт со «Спартаком». 7 октября попал в заявку на матч регулярного чемпионата Континентальной Хоккейной Лиги (КХЛ) против череповецкой «Северстали». Перед сезоном 2024/25 перешёл в «Трактор».